# Sickla (Saltsjöbanan/Tvärbanan)
Sickla är en station för gamla järnvägen Saltsjöbanan och ändhållplats för spårvägen Tvärbanan, belägen i Sickla, Nacka kommun, 3,3 km från Slussen respektive 12,3 km från Alvik. Den består av två plattformar med tre spår varav ett för Saltsjöbanan och två för Tvärbanan, för vilken den utgör ändstation. Den nås via trappor från Sickla Industriväg och i markplan från Sickla köpkvarter. 
Antalet påstigande en genomsnittlig vintervardag uppskattas till 700 för Saltsjöbanan och 3600 för Tvärbanan (2017).

## Historia
Saltsjöbanans station öppnade den 1 april 1894 med namnet Sickla djurgård, ett namn som 1898 avkortades till enbart Sickla. Åren 2015−2017 byggdes spårvägen Tvärbanan ut från sin tidigare ändhållplats vid Sickla udde (öppnad 2002) fram till Sickla. Under den perioden var Saltsjöbanans trafik avstängd under somrarna och desss station moderniserades med ny plattform av betong, som ersatte den gamla träplattformen. 
Den 2 oktober 2017 påbörjades Tvärbanans trafik till Sickla efter en invigningsceremoni dagen innan. Kostnaden för den 675 meter långa förlängningen från Sickla udde beräknades inför byggstarten 2015 till 417 miljoner kronor.

## Utbyggnad av tunnelbana
Under 2023 - 2024 är Tvärbanan avkortad till en tillfällig ändhållplats i Uddvägen, omkring 400 meter västerut. Den tillfälliga hållplatsen benämns också Sickla. Anledningen är utbyggnad av en tunnelbanestation vid namn Sickla, som förväntas öppna omkring år 2030.

## Bilder

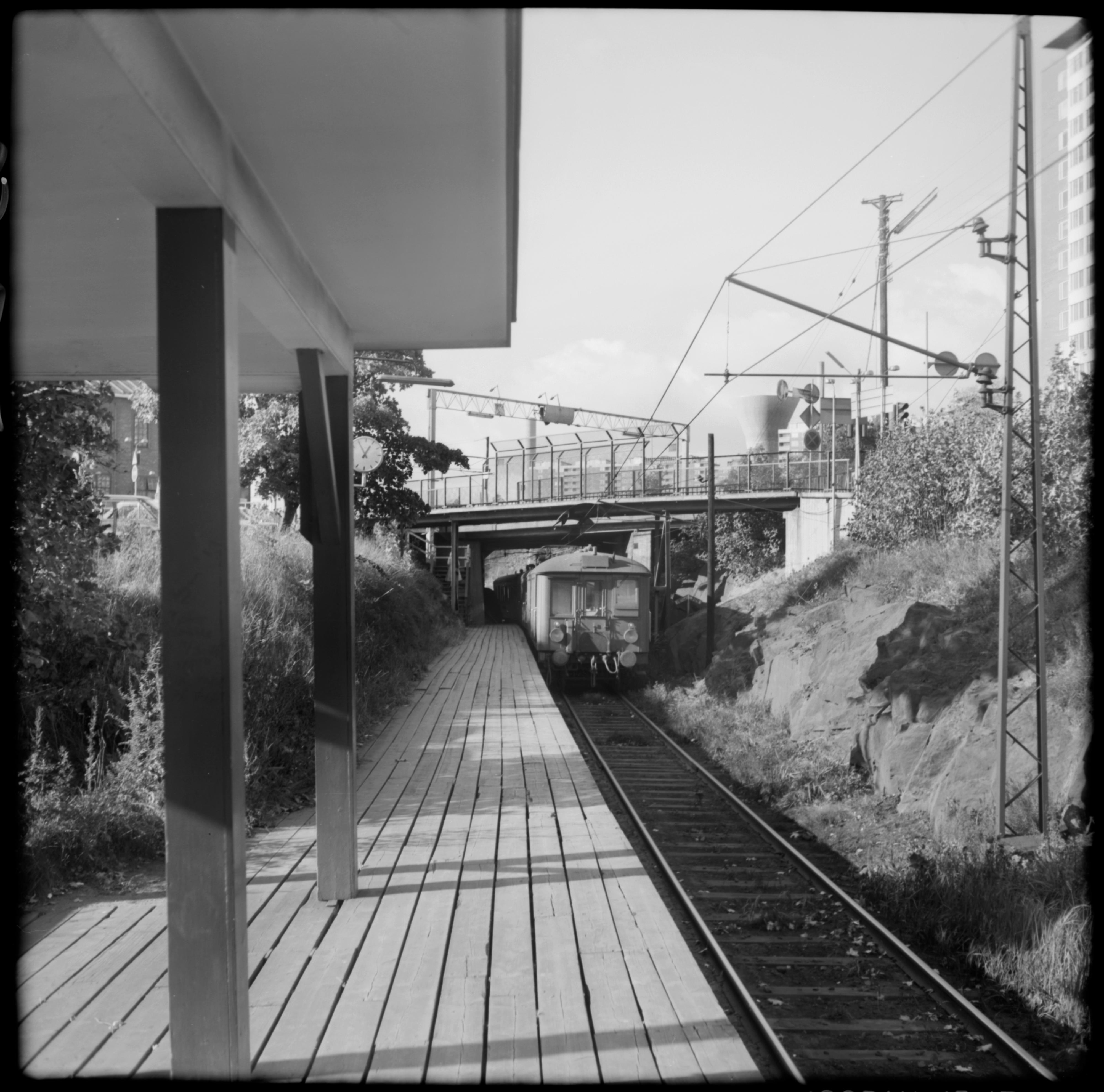
Sickla station
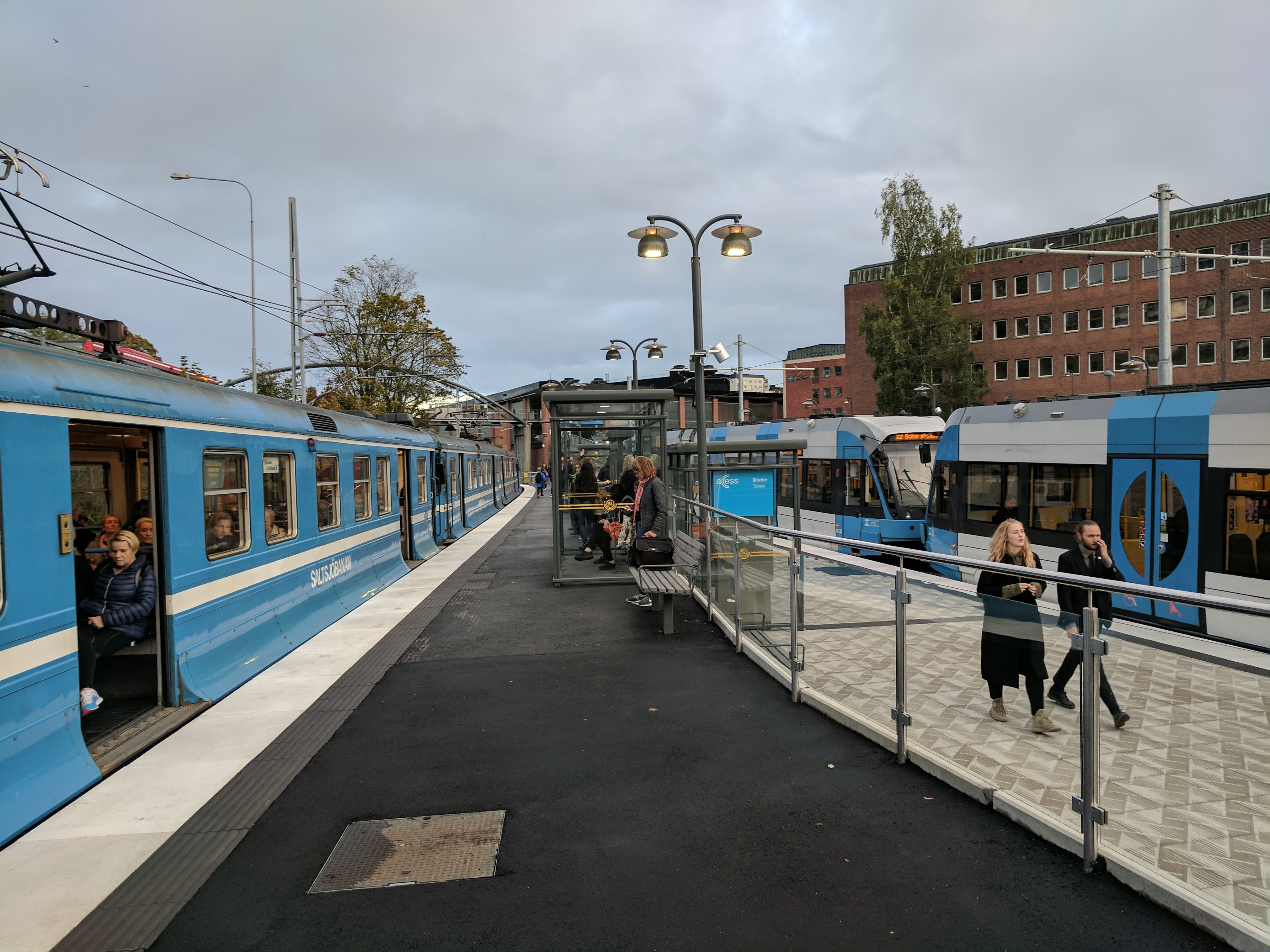
Tåg till vänster på Saltsjöbanan och spårvagn till höger på Tvärbanan.
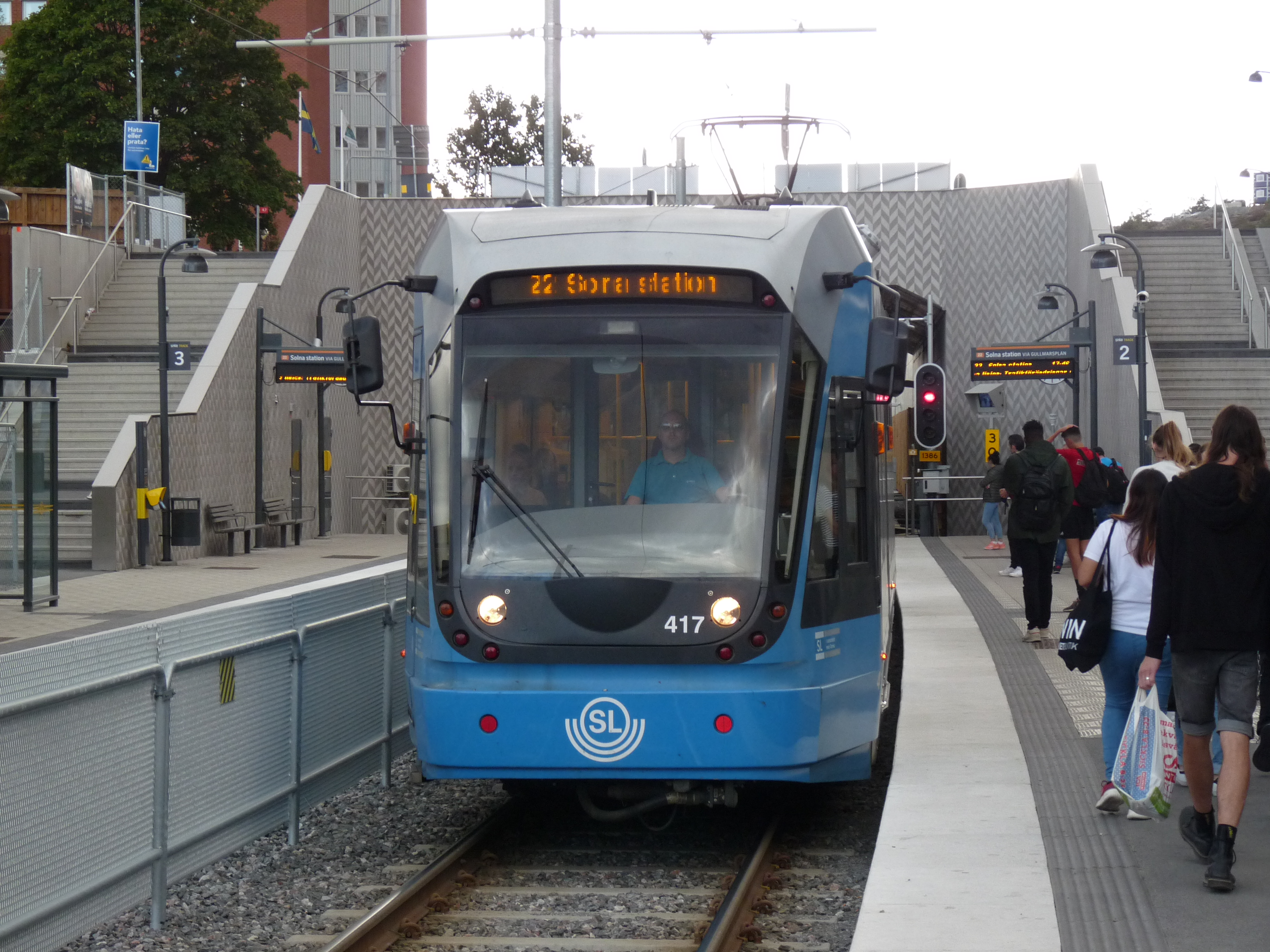
Spårvagn